# Hanbok

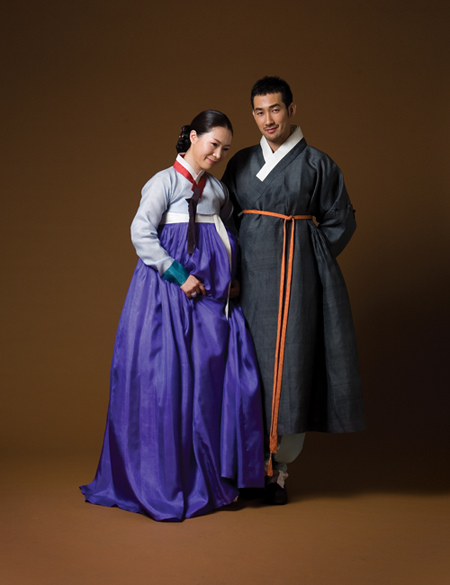
Una pareja vistiendo respectivos hanbok (el de mujer y el de hombre): Jeogori y chima (mujer) y durumagi exterior (hombre).

El hanbok (en hangul:한복)  (pronunciación AFI:  haːn.bok̚), también llamado joseon-ot en Corea del Norte (en hangul:조선옷) (pronunciación AFI: ʦo.sə.nət̚) es el vestido tradicional coreano. A menudo, se caracteriza por tener colores llamativos y ser de líneas simples sin bolsillos. Aunque el término significa literalmente "ropa coreana", la palabra hanbok hoy se refiere específicamente al hanbok del período Joseon y se usa como ropa semiformal o formal durante los festivales y celebraciones.
En la antigüedad los colores tenían un gran significado social, pues se usaban para distinguir al pueblo de la realeza; a las mujeres casadas de las solteras e, incluso en la actualidad, a la madre de la novia y la del novio en las bodas. Con la introducción de las costumbres occidentales en Corea ha disminuido mucho el uso del hanbok como ropa diaria. No obstante, aún puede verse en bodas o reuniones sociales.

## Composición y diseños
El hanbok está compuesto por una blusa con mangas amplias como alas y una falda mucho más larga que la blusa. Lleva una cinta que acentúa la línea del busto. Muchos incluyen bordados que añaden elegancia al vestido.
El hanbok de las mujeres consiste en un jeogori, es decir en una blusa o una chaqueta y también generalmente se usa  falda envolvente llamada chima. Así el conjunto del traje femenino es a menudo llamado jeogori-chima. El hanbok tradicional de los varones consiste en un jeogori con unos pantalones holgados llamados baji.

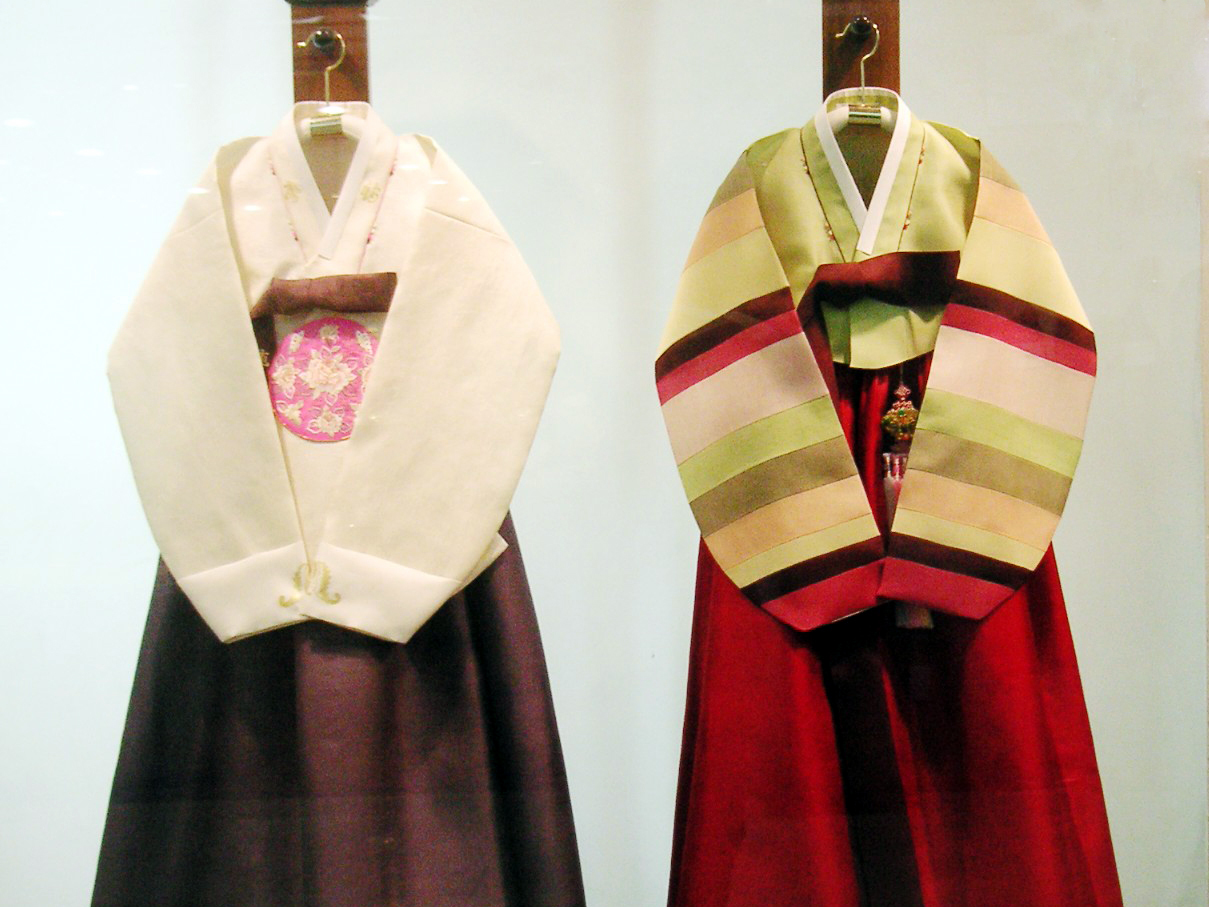
Hanbok de mujer.

### Jeogori
Como se ha explicado, el jeogori es la prenda superior del hanbok, tanto en el hanbok de los hombres como en el de las mujeres, cubriendo los brazos y torso. Los constituyentes básicos de todo jeogori son el gil, el git, el dongjeong, el goreum y las mangas. El gil (en hangul: 길) es la sección grande de la prenda en la parte delantera y la espalda y el git (깃) es una banda de tela que rodea al cuello. El dongjeong (동정) es un collar blanco extraíble colocado sobre el extremo del git. El goreum (en hangul: 고름) es la junta que ata al jeogori. El jeogori de las mujeres puede tener además un keutdong (끝동), el keutdong es una especie de brazalete dispuesto en el extremo de las mangas y de un color diferente a las mismas.
La arqueología demuestra la existencia de dos jeogori tempranos: el primero fue hallado en la tumba del clan Heo en Yangcheon (circa 1400-1450) el otro fue descubierto dentro de una estatua de Buda en el templo Sangwonsa (en hangul: 상원사) cerca del 1460 d. C.
La forma del jeogori ha cambiado a lo largo del tiempo. Mientras que el jeogori de los hombres se mantuvo relativamente sin cambios, el de las mujeres se acortó notablemente durante la dinastía Joseon, alcanzando su menor longitud en el siglo XIX. Sin embargo, debido a los esfuerzos de reforma y razones prácticas, el jeogori moderno para las mujeres es más largo que su homólogo anterior. La longitud está todavía por encima de la línea de la cintura. Convencionalmente los goreum era cortos y estrechos, sin embargo el goreum moderno es más largo y ancho.
Hay varios tipos de jeogori de acuerdo a la tela, la técnica de costura, y forma.

### Chima
En coreano la palabra chima es prácticamente equivalente a la española falda, que también se llama sang (en hanja: 裳) o gan (裙). La falda más baja se llama sokchima.
En excavaciones realizadas recientemente en el barrio Hwangnam-dong de Gyeongju se encontró una figurilla que representa a una mujer del reino y periodo Goguryeo llevando un jeogori con cinturón y con chima o falda.
La chima está constituida por un amplio y delgado paño de forma cuadrada que se envuelve con su larga longitud alrededor del cuerpo de la mujer. Como la chima es larga y también amplia, es muy conveniente para permitir el movimiento de las mujeres. El color de la chima es diferente según la posición social de los usuarios y en ocasiones especiales: la novia normalmente se pone una chima rojo con jeogori amarillo o verde en la boda.

### Baji
El término baji indica la parte inferior del hanbok de los hombres. Es el término formal para pantalones en coreano. En comparación con los pantalones occidentales, el baji no se entalla o ciñe sino que es holgado. Normalmente, hay dos cordeles para ajustarse a la cintura el baji según sea necesario. Este carácter del diseño se debe a que el baji tiene una forma funcionalmente excelente para sentarse en el suelo. Actualmente, en Corea, cualquier tipo de los pantalones modernos que se utilizan también se llaman baji.

### Po

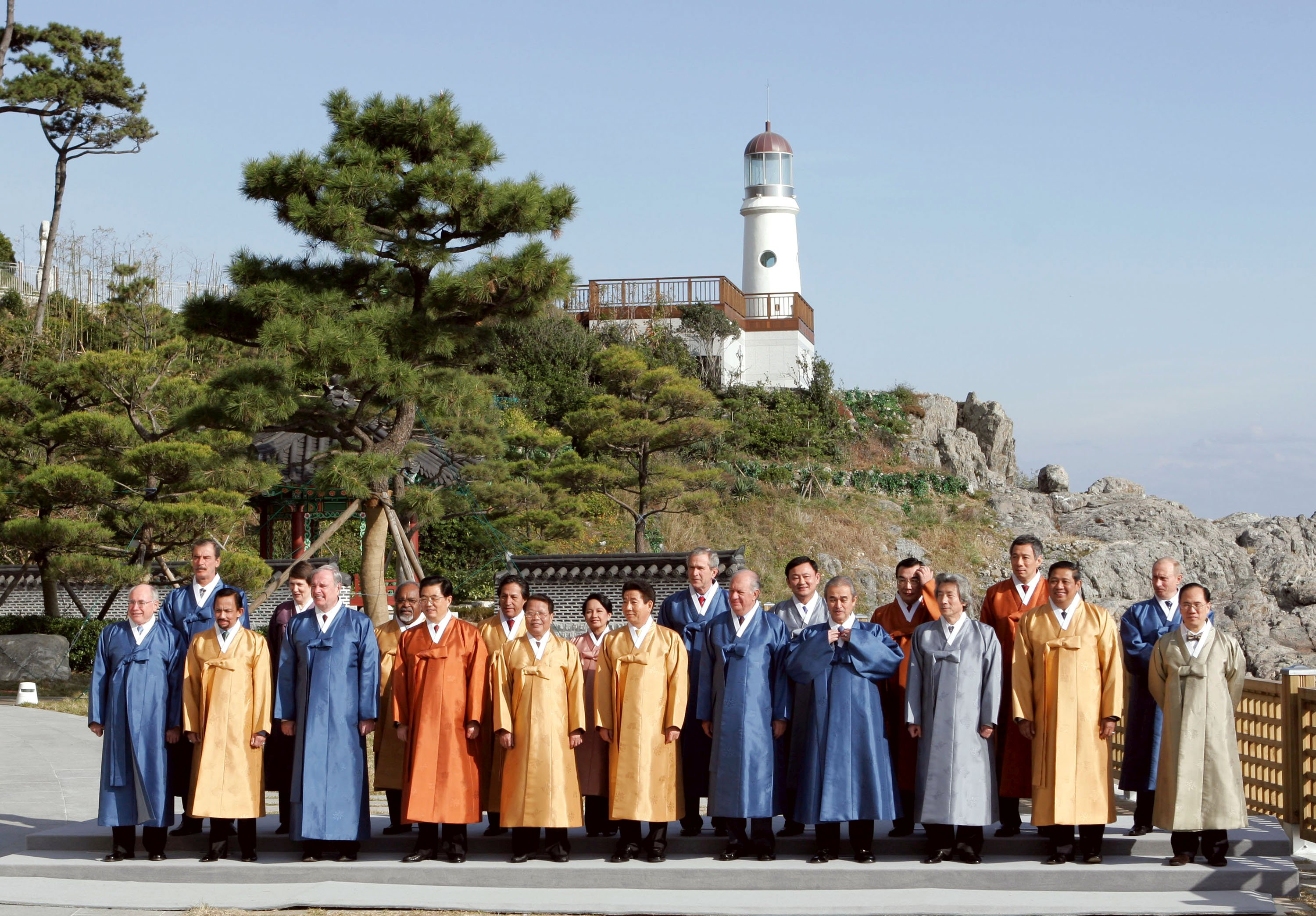
Líderes mundiales vistiendo durumagi (un tipo de po), celebrando la reunión anual de APEC en Busan, Corea del Sur (2005).

La palabra po o dopo (en hangul: 도포) indica al abrigo coreano y cuando se viste el po muchas veces tiene un papel muy importante para demostrar cortesía. Generalmente el po se viste sobre la chima femenina o sobre el jeogori masculino.
El diseño del po tiene probablemente uno de los criterios principales que distingue a los vestidos coreanos de los vestidos chinos y japoneses; porque el hanfu chino y el kimono japonés tienen formas envolventes y ceñidas, mientras que el hanbok básicamente tiene la blusa y falda o los pantalones holgados y del mismo modo el po también es holgado. El durumagi es un tipo de po elegante que se vistió desde los Tres Reinos de Corea.

### Jokkiymagoja
El jokki (조끼) es un tipo de chaleco mientras que el magoja (마고자) es una especie de chaqueta. Aunque tanto el jokki como el magoja fueron creados a finales del reino Joseon en el que la cultura occidental comenzó a afectar a Corea, las dos prendas han sido consideradas como la ropa tradicional. Cada una de estas prendas se pone encima de jeogori para dar abrigo y un cierto estilo. El magoja tiene su origen en Manchuria, y fue introducido en Corea después de que Heungseon Daewongun, el padre del emperador Gojong regresó a la patria desde su exilio político en Manchuria en 1887. Concretamente, el majoga derivó del magoe o magwqe de la dinastía manchú-china Qing.
El magoja no tiene git, o sea la pieza de tela que rodea al cuello, y ni el goreum o cordón de la blusa. El magoja era originalmente una prenda de uso exclusivamente masculino, pero más tarde se convirtió en una ropa unisex. Sin embargo el magoja para los hombres es más largo que de las mujeres, por lo que sus dos lados se pueden abiertas. Normalmente, el magoja está hecho de piezas de seda, y está adornado con uno o dos botones y adherido al lado derecho lo contrario a lo que ocurre con el  magoja de las mujeres.
Siendo el majoga una prenda exterior, se difundió rápidamente debido a que posee bolsillos, dando esto una comodidad en contraste con el jeogori y el baji tradicionales sin bolsillos.

## Historia

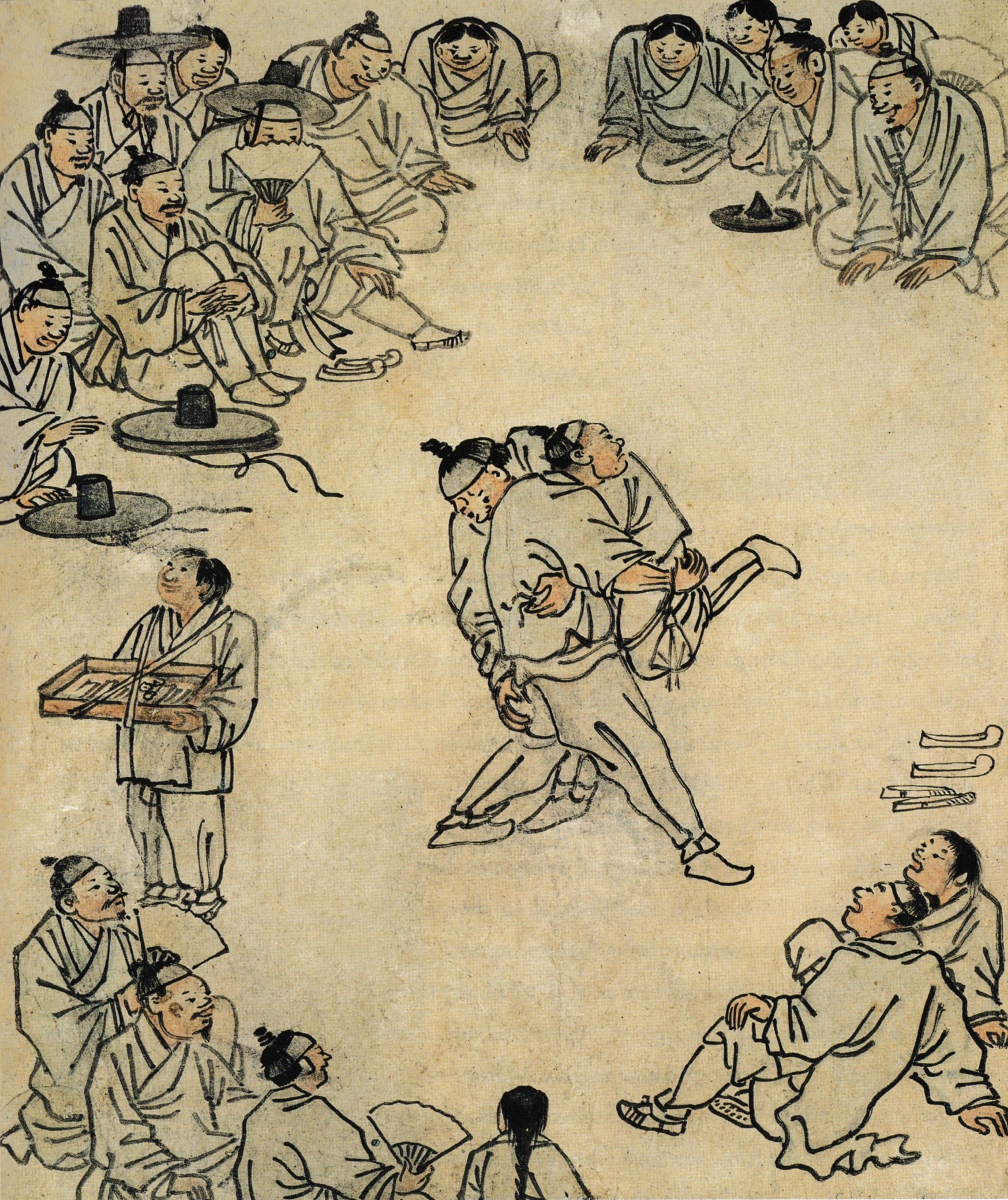
Pintura que representa a la lucha ssireum, obra de Kim Hong-do.

Se puede rastrear el origen del hanbok en la ropa nómada de la cultura siberiana del Asia Septentrional. La evidencia más temprana de este estilo se puede encontrar en el sitio de entierro xiongnu de Noin Ula en el norte de Mongolia, en la cual se puede encontrar las más tempranas de las características básicas del hanbok. Mientras que en Corea las formas primordiales de hanbok se encuentran en los antiguos murales de Goguryeo antes del siglo III a. C.

### Durante losTres Reinos de Corea
El hanbok fue diseñado para facilitar el movimiento de los usuarios y también incorporó motivos decorativos y religiosos eminentemente chamanísticos. A partir de la época de los Tres reinos de Corea, la estructura básica del hanbok (con la chaqueta jeogori, los pantalones "baji" o "bayi" , y la falda "chima") quedó definitivamente establecida o estabilizada. Los pantalones largos y chaquetas cortas fueron vestidos tanto por hombres como por mujeres durante los primeros años de los Tres Reinos de Corea. Esta composición ha sido mantenida sin cambios desde esa época. En los últimos tiempos de ese periodo, las mujeres de alta posición social empezaron llevar faldas y chaquetas largas y con cinturón, mientras que los vestidos de hombres cambiaron al comenzar a usarse los pantalones amplios y chaquetas estrechas de estilo túnica ceñidas por un cinturón.
La gente de Goguryeo usaba jeogori cuya longitud era tan larga que llegaba hasta las nalgas y usaba pantalones tanto en el caso de los hombres como en el caso de las mujeres, esta prenda estaba caracterizada por su amplia anchura en el caso de las damas. Se escribe que la gente de Goguryeo vistió trajes de campaña para casos de emergencias. Como en esa época se desarrolló la sericicultura, se usaron para confeccionar las ropas tanto fibras de seda como de algodón teñidas de varios colores.
En caso del reino de Baekje, este tiene fama por la belleza de su arte y así también los vestidos se lucen por la belleza de sus formas. El sistema de los uniformes entre los nobles (en hangul: 관복) se caracteriza por la codificación de los colores y tipos de telas, algo que se decidió detalladamente durante el reinado del monarca llamado Goi (el año 260). Los vasallos tenían reglas referentes a la decoración de los sombreros oficiales según la jerarquía que ocupaban.
El reino de Silla se desarrolló tardíamente en comparación con el reino de Goguryeo y el de Baekje y, por este motivo, la sistematización de los vestidos se elaboró tras aceptar rápidamente los influjos culturales de la dinastía china de los Tang durante el gobierno de la reina coreana Jindeok. Sin embargo, los cambios en el traje ocurrieron solo entre los integrantes de la nobleza, y no entre la plebe.

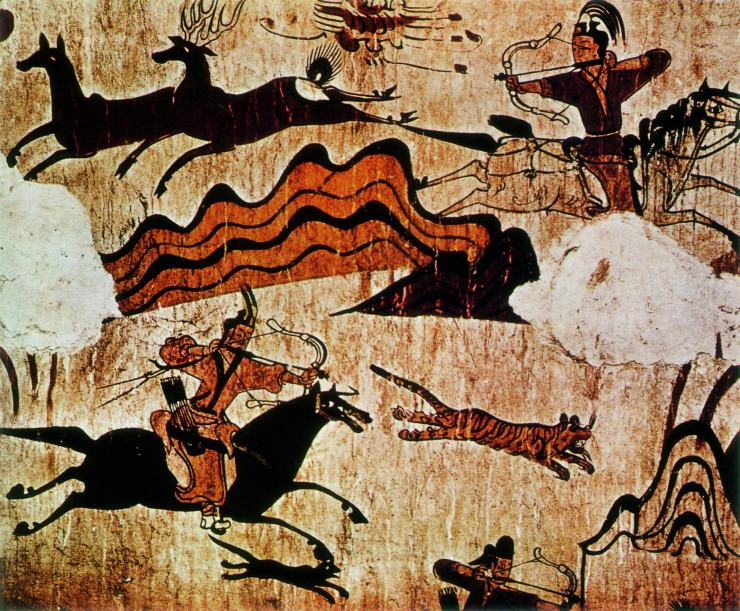
Pintura mural de Goguryeo, describiendo a un jinete en una cacería vistiendo el hanbok.
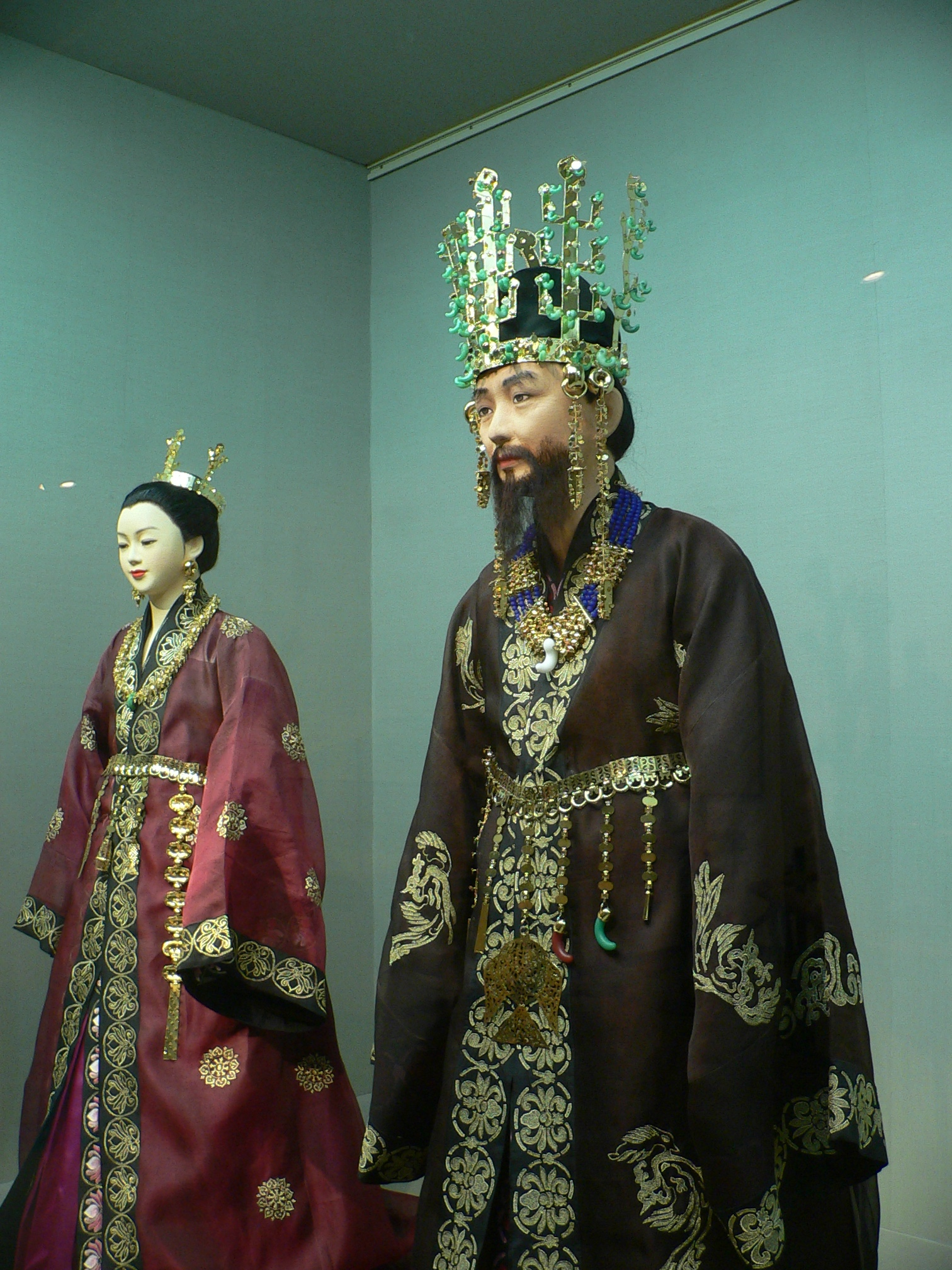
Los trajes del rey y la reina de Silla.
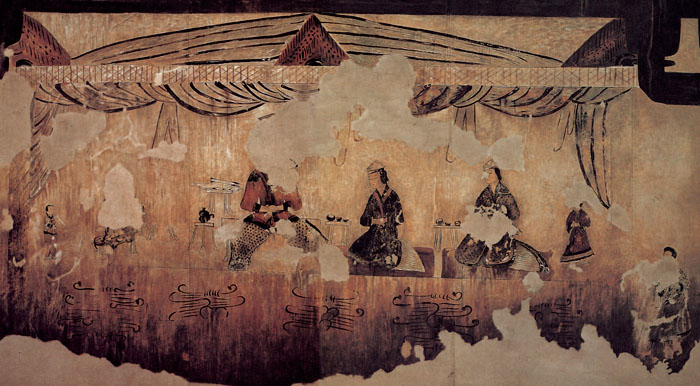
Pinturas encontradas en la excavación de la tumba Gakjeo (각저총) que representan a gente del reino Goguryeo.

### Entre el 668 y el 935 en el norte y sur de Corea
Como Silla unificó a los tres reinos de Corea, sus nobles examinaban paralelamente incluir a la gente de Baekje y Goguryeo y también reforzar su relación con la dinastía Tang de China.
Silla tenía una estratificación social denominada golpum que se establecía solamente a través del nacimiento, resultando por lo tanto varios colores y formas de vestidos. En el año 664 se consintió a las damas vestir las prendas de estilo chino.
Balhae, el reino norte de Silla heredó las vestimentas y estilos típicos de la familia real y la nobleza de Goguryeo. Como extendió grandemente su dominio y floreció culturalmente, Balhae trató de comerciar con la dinastía china de los Tang y por influencia de la misma se difundió el estilo chino en las aristocracias de Balhae.

### Durante la dinastía Goryeo (918-1392)
La dinastía Goryeo inicialmente mantenía la fuerte autoridad real merced a la ayuda del  budismo y el casamiento entre los linajes de la nobleza. Sin embargo, tras el deceso del fundador de la dinastía, Taejo de Goryeo, ocurrieron una serie de importantes conflictos. Por consiguiente, el tercer rey, Gwangjong probó un sistema de examen coreano por primera vez para instituir disciplinas y también aumentar la fidelidad de los nobles. Para lograrlo, Gwangjong instituyó vasallos jóvenes, estableciendo un sistema de cuatro clases que se distinguían por el uso de diferentes colores en las mangas de sus vestidos.
Sin embargo, en la primera mitad de la dinastía goryeo el estilo chino importado en el período Norte-Sur no afectó el hanbok que todavía usaban los plebeyos. En el siguiente período de Goryeo, el uso del estilo chino de la dinastía Tang de usar la falda sobre la parte superior comenzó a desvanecerse, y el uso de blusa sobre la falda revivió en la clase aristócrata. La forma de usar la blusa debajo de la chima (moda influenciada por el estilo Tang) no desapareció en Goryeo y continuó coexistiendo con la forma nativa de usar la blusa sobre la falda durante toda la dinastía Goryeo. Esta moda influenciada por el estilo Tang continuó usándose hasta principios de la dinastía Joseon y solo desapareció a mediados de la dinastía Joseon. 

En las pinturas budistas de Goryeo , la ropa y los sombreros de la realeza y los nobles suelen seguir el sistema de vestimenta de la dinastía Song. La pintura de Goryeo "Avalokiteshvara Agua-Luna", por ejemplo, es una pintura budista que se deriva de referencias pictóricas tanto chinas como de  Asia central. Por otro lado, la ropa china usada en la dinastía Yuan rara vez aparecía en las pinturas de Goryeo. El sistema de la dinastía Song fue posteriormente utilizado exclusivamente por los reyes de Goryeo y los funcionarios del gobierno de Goryeo después del período en que Goryeo estuvo bajo dominio mongol (1270-1356). Sin embargo, incluso en la pintura budista de finales de Goryeo, como el Mandala del Palacio Real, las damas cortejantes están representadas con trajes de corte al estilo de las dinastías Tang y Song, que es un estilo diferente al de la corte mongol de Yuan. 

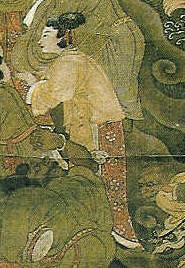
Una mujer durante el periodo Goryeo.
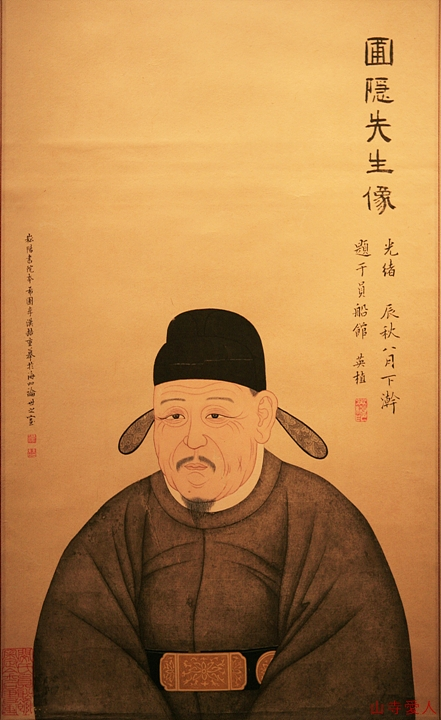
Réplica del retrato de Jeong Mongju (1337-1392). Fue pintado en el siglo XIX.
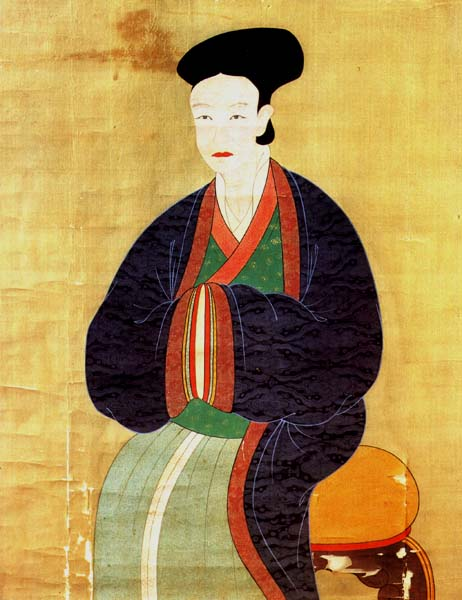
Retrato de la dama Jo Ban (1341-1401).
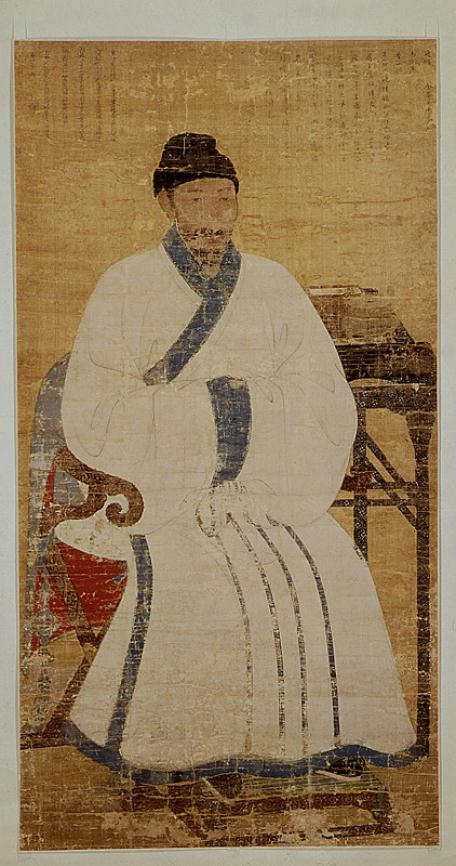
El sabio llamado Yi Jehyeon (1287-1367) durante la dinastía Goryeo.

Posteriormente el Hanbok experimentó cambios significativos bajo el dominio mongol. Después de que Goryeo firmara un tratado de paz con el Imperio mongol en el siglo XIII, las princesas mongolas que se casaron con miembros de la casa real coreana trajeron consigo la moda mongol que comenzó a prevalecer tanto en la vida formal como en la privada. Un total de siete mujeres de la familia imperial Yuan estaban casadas con los reyes de Goryeo. Las princesas de la dinastía Yuan continuaron con su estilo de vida mongol pues recibieron instrucciones de no abandonar las tradiciones yuan (las tradiciones mongolas) con respecto a la vestimenta. Como consecuencia, la ropa de los Yuan se usaba en la corte de Goryeo e impactó la ropa usada por las familias de clase alta que visitaban la corte de Goryeo. La cultura de la vestimenta Yuan que influyó en las clases altas y, en cierta medida, en el público en general se llama Mongol pung.  El rey Chungryeol, quien fue rehén político de la dinastía Yuan y pro-Yuan, se casó con la princesa de Yuan y anunció un edicto real para ponerse ropa mongola. Después de la caída de la dinastía Yuan, solo se mantuvo la ropa mongol que era beneficiosa y adecuada para la cultura de Goryeo (siendo la ropa de mongolia la que tuvo mayor influencia en el hanbok provocando cambios visibles en este), mientras que las demás desaparecieron.  Como resultado de la influencia mongol, la chima se acortó y el jeogori se subió por encima de la cintura y se ató al pecho con una cinta larga y ancha; el goreum (una cinta extensible atada en el lado derecho). en lugar del twi (es decir, el primer cinturón con forma de fajín) y las mangas estaban ligeramente curvadas. 
El intercambio cultural también fue bilateral y Goryeo tuvo influencia cultural en la corte mongola de la dinastía Yuan (1279-1368); un ejemplo es la influencia del hanbok de las mujeres de Goryeo en la vestimenta de los aristócratas, reinas y concubinas de la corte mongol que ocurrió en la ciudad capital, Khanbaliq. Sin embargo, esta influencia en la vestimenta de la corte mongol se produjo principalmente en los últimos años de la dinastía Yuan. A lo largo de la dinastía Yuan, muchas personas de Goryeo se vieron obligadas a mudarse a Yuan; la mayoría de ellos eran gongnyo (traducido literalmente como "mujeres tributo"), eunucos y prisioneros de guerra.  Alrededor de 2000 mujeres de Goryeo fueron enviadas al imperio Yuan como gongnyo en contra de su voluntad.  Aunque las mujeres de Goryeo eran consideradas muy hermosas y buenas sirvientas, la mayoría de ellas vivían en situaciones desafortunadas, marcadas por trabajos forzados y abuso sexual. Sin embargo, este destino no estaba reservado a todas ellas; y una mujer de Goryeo se convirtió en la última emperatriz de la dinastía Yuan; esta fue la emperatriz Gi , quien fue elevada a emperatriz en 1365.  La mayor parte de la influencia cultural que Goryeo ejerció sobre la clase alta de la dinastía Yuan ocurrió cuando la emperatriz Gi llegó al poder como emperatriz y comenzó a reclutar a muchas mujeres de Goryeo como sirvientas de la corte. La influencia de Goryeo en la vestimenta de la corte mongola durante la dinastía Yuan fue denominada Goryeoyang ("el estilo Goryeo") y fue exaltada por el poeta de la última dinastía Yuan, Zhang Xu, en forma de un breve banbi (半臂) . ) con cuello cuadrado (方領). Sin embargo, hasta ahora, la interpretación moderna sobre la apariencia de la ropa de las mujeres reales mongolas influenciada por Goryeo se basa en sugerencias de los autores.  Según Hyeonhee Park: "Al igual que el estilo mongol, es posible que este estilo goryeo continuara influyendo en algunos chinos en el período Ming después de que la dinastía Ming reemplazó a la dinastía Yuan, un tema para investigar más a fondo". 

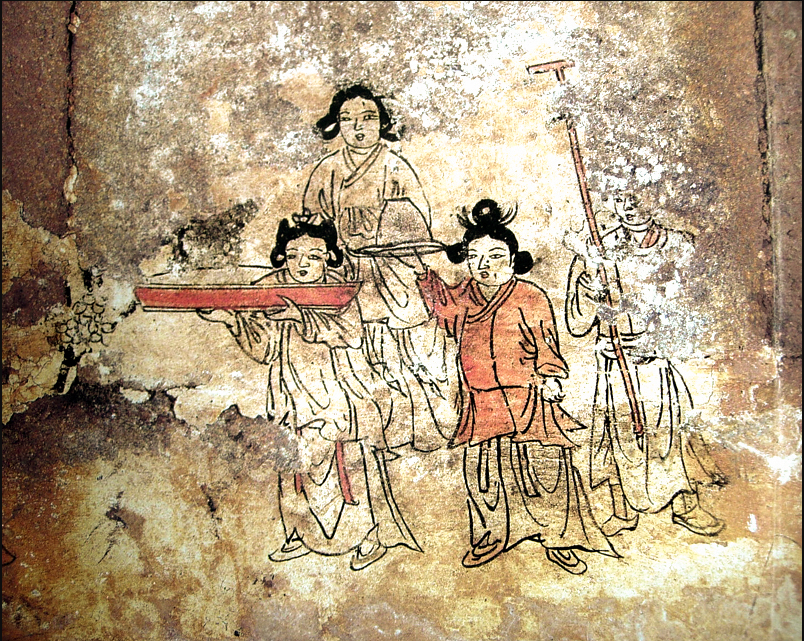
El hanbok femenino de finales de Goryeo y principios de Joseon. Es una sección del mural de la tumba de Bak Ik.

### Durante la dinastía Joseon (1392-1910)
El hanbok que se viste actualmente mantiene el diseño del hanbok que se llevaba en el período de la dinastía Joseon, concretamente a finales del siglo XIX. Sin embargo el hanbok había pasado por varios cambios en muchos aspectos durante medio milenio.
Como el confucianismo que fue la ideología oficial de Corea durante la dinastía Joseon, los vestidos reflectaron la jerarquía en la sociedad coreana. Por ejemplo, la falda que se usó tuvo semejanza con la de Ming china. La ropa holgada y suelta era típica en la moda de las mujeres, tal como se puede observar en el mural de la tumba de Bak Ik (1332-1398).
El tipo de hanbok en el período medio de Joseon se caracterizó por su extendida longitud por debajo de la cintura aunque se acortó andando el tiempo, pues el jeogori de las mujeres se hizo demasiado corto, con la chima más larga, estos cambios sucedieron de un modo sin precedentes. La silueta del jeogori se acampanó en los siglos XVIII y XIX.
En cambio, pocos cambios ocurrieron en el caso del hanbok masculino, pues la forma del baji y jeogori apenas variaron. Sin embargo, otro tipo de abrigo llamado jung chimak apareció después de la Guerra Imjin. El jun chimak tiene pliegues a ambos lados con mangas muy largas, dando así el efecto de agitarse al caminar. Aunque la moda nueva ganó popularidad, los sabios la consideraban pura vanidad por lo que posteriormente Heungseon Daewongun la prohibió.
En lugar del jung chimak, el durumagi fue usado como la ropa exterior formal para yangban. El durumagi se caracteriza por sus mangas estrechas y longitud corta sin pliegues.
Así el hanbok viril se ha mantenido relativamente igual desde la adopción del durumagi.

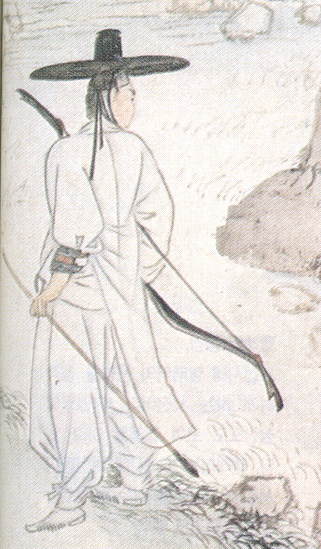
Hombre vistiendo jun chimak (siglo XVIII.
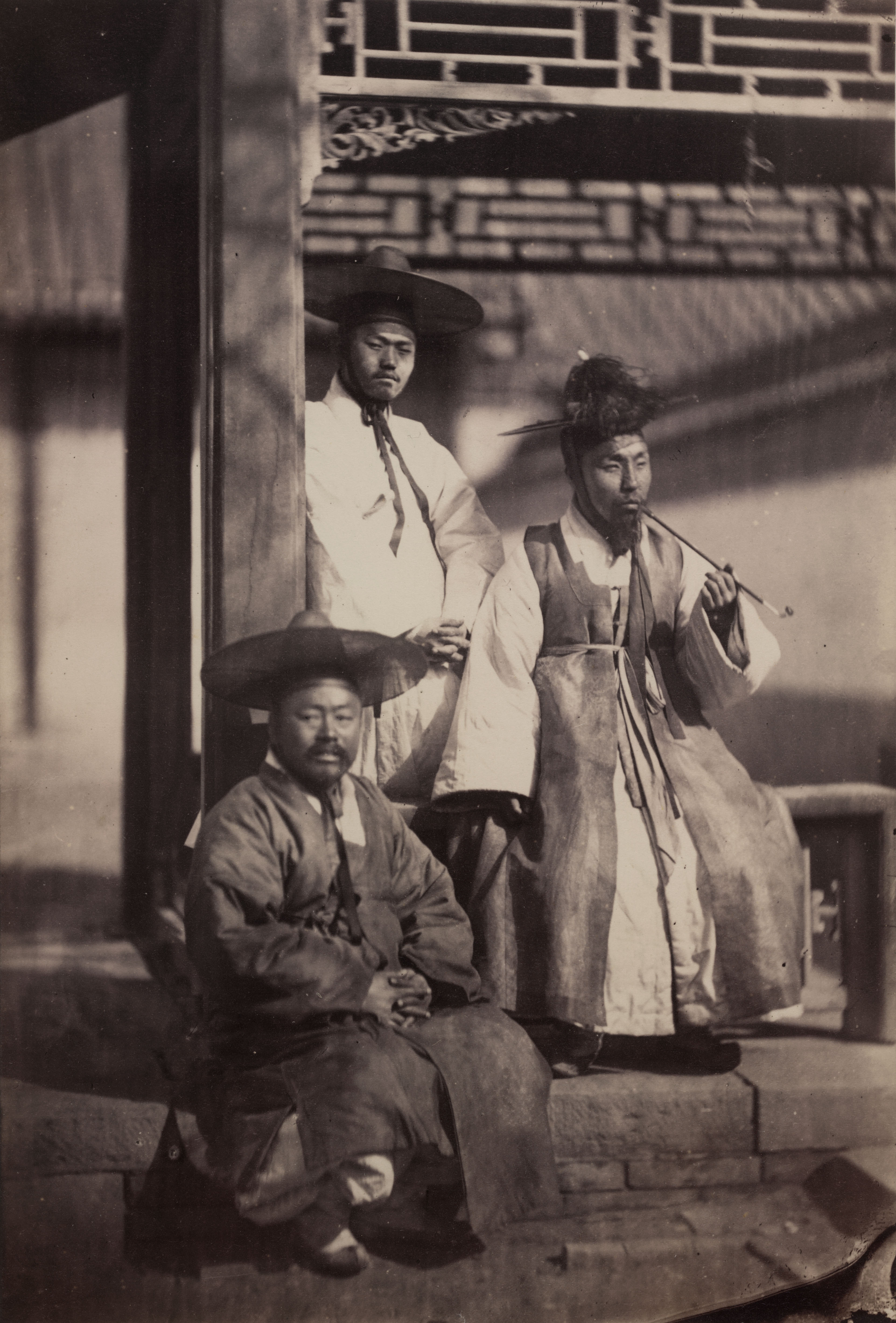
Fotografía tomada en 1863.
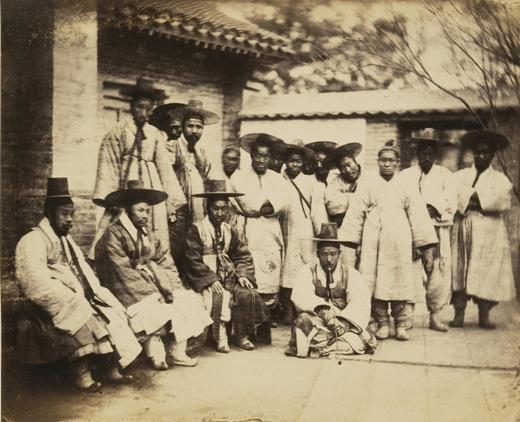
Foto tomada en 1863.
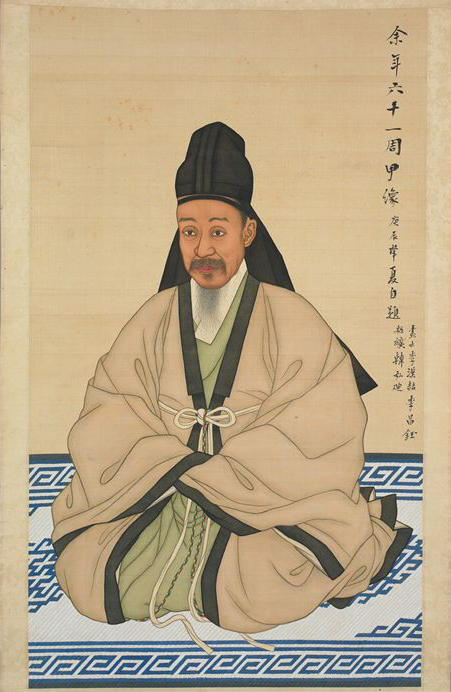
Heungseon Daewongun con bokgeon (tipo de sombrero) en 1880.
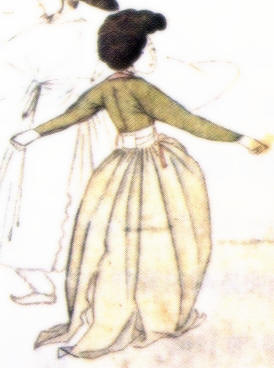
Hanbok de mujer: jeogori y chima.
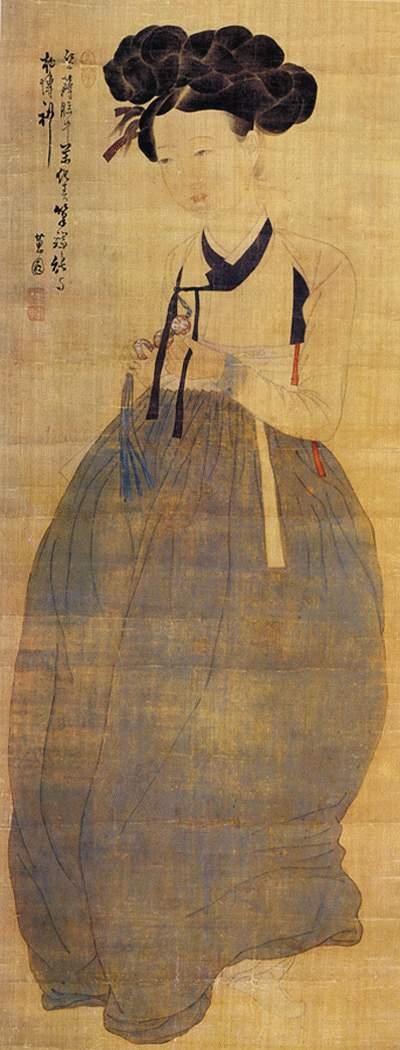
Pintura Miindo (La mujer de belleza) obra de Shin Yun-bok.
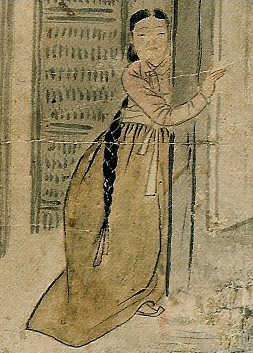
Falda larga (chima) y jeogori arreglados según la moda del siglo XVIII.
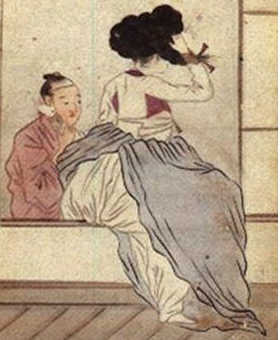
Soksokgot (ropa interior) de mujer (se usaba bajo la falda), siglo XVIII.

#### Peinados, pelucas, tocados y sombreros
Los hombres y las mujeres, hasta que contraían matrimonio, usaban el pelo recogido en una larga trenza: al casarse, los hombres ataban sus pelos en medio de la cabeza en una especie de rodete llamado sang tu (상투) mientras que el cabello de la mujer casada era dispuesto en un peinado de forma esférica por encima de la nuca. Fuera de la vivienda, era regla para los hombres de la clase yangban que usaran el sombrero llamado gat, mientras que los de la plebe usaron un variante de tal sombrero llamada paeraengi (패랭이).
El alfiler largo o binyeo (비녀) se insertaba a través del cabello anudado de la mujer para fijarle y también como elemento decorativo. El material y la longitud del binyeo varió de acuerdo con la clase y el estado del usuario. En la boda, las mujeres usaban un jokduri (족두리) en la cabeza y en los días fríos el gorro llamado ayam (아얌). Alrededor del fin del siglo XVIII, las aristocracias y gisaengs usaron una peluca llamada gache (가채). Como las mujeres occidentales de ese siglo, las coreanas consideraban a las pelucas más grandes y pesadas como las más hermosas y artísticas. Como la moda femenina del uso de la peluca gache llegó a provocar alborotos entre las mujeres, el rey Jeongjo prohibió a tal peluca por real decreto ya que la se consideró contraria a los valores confucianos coreanos; por consiguiente, las damas empezaron a usar jokduri en lugar de la peluca gache, aunque las ginsaengs continuaban usando gache para embellecerse.

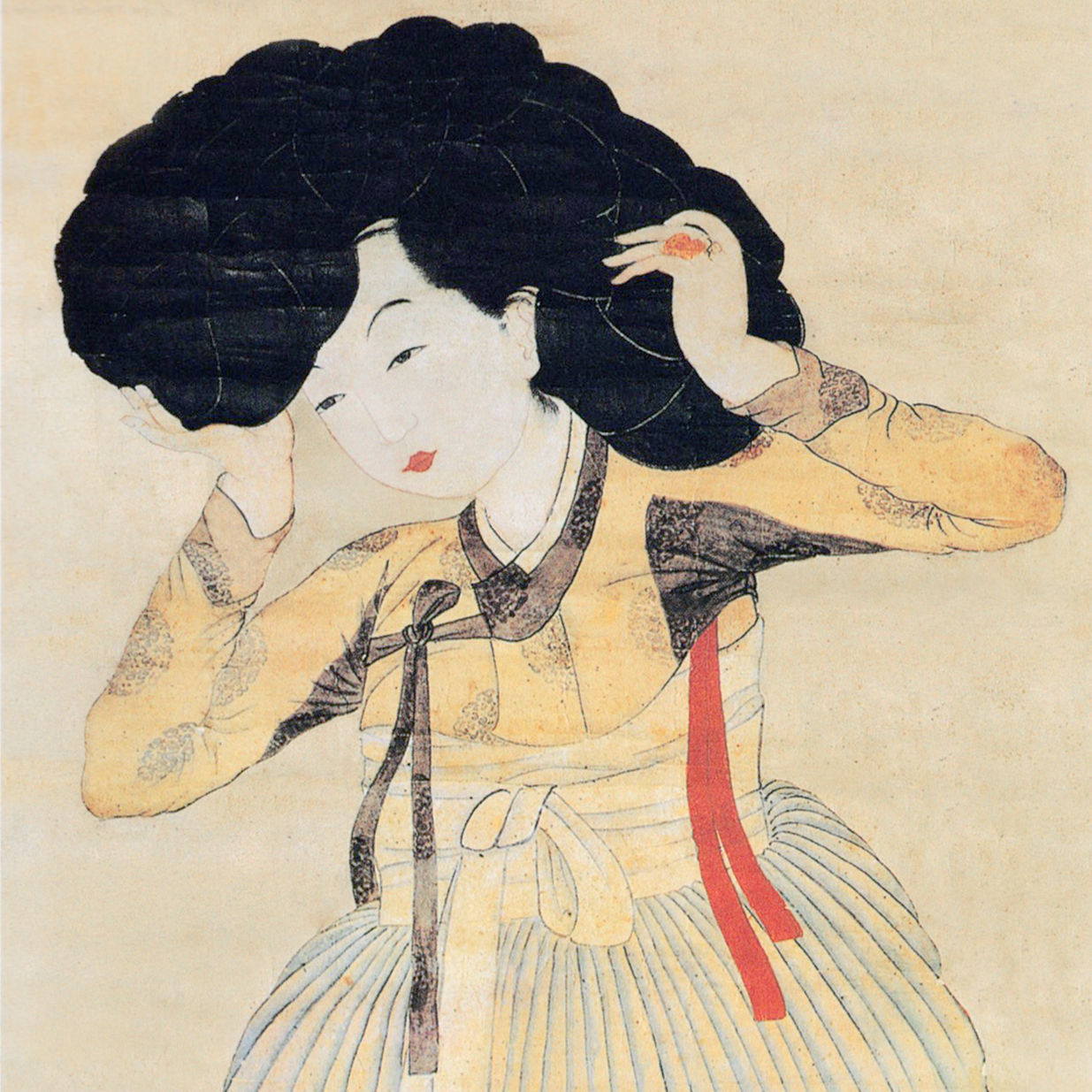
Una mujer poniéndose una peluca o gache.
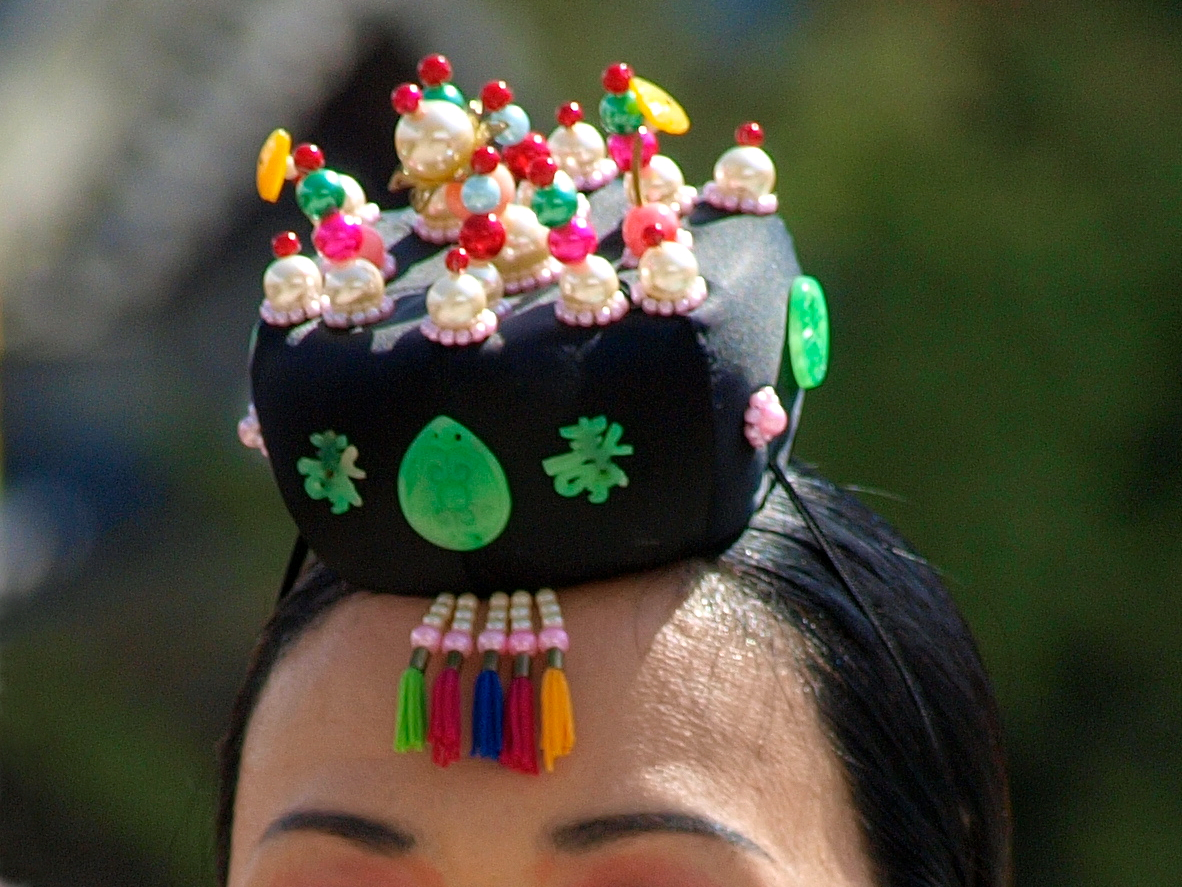
El tipo de tocado llamado jokduri usado por la novia en la boda.
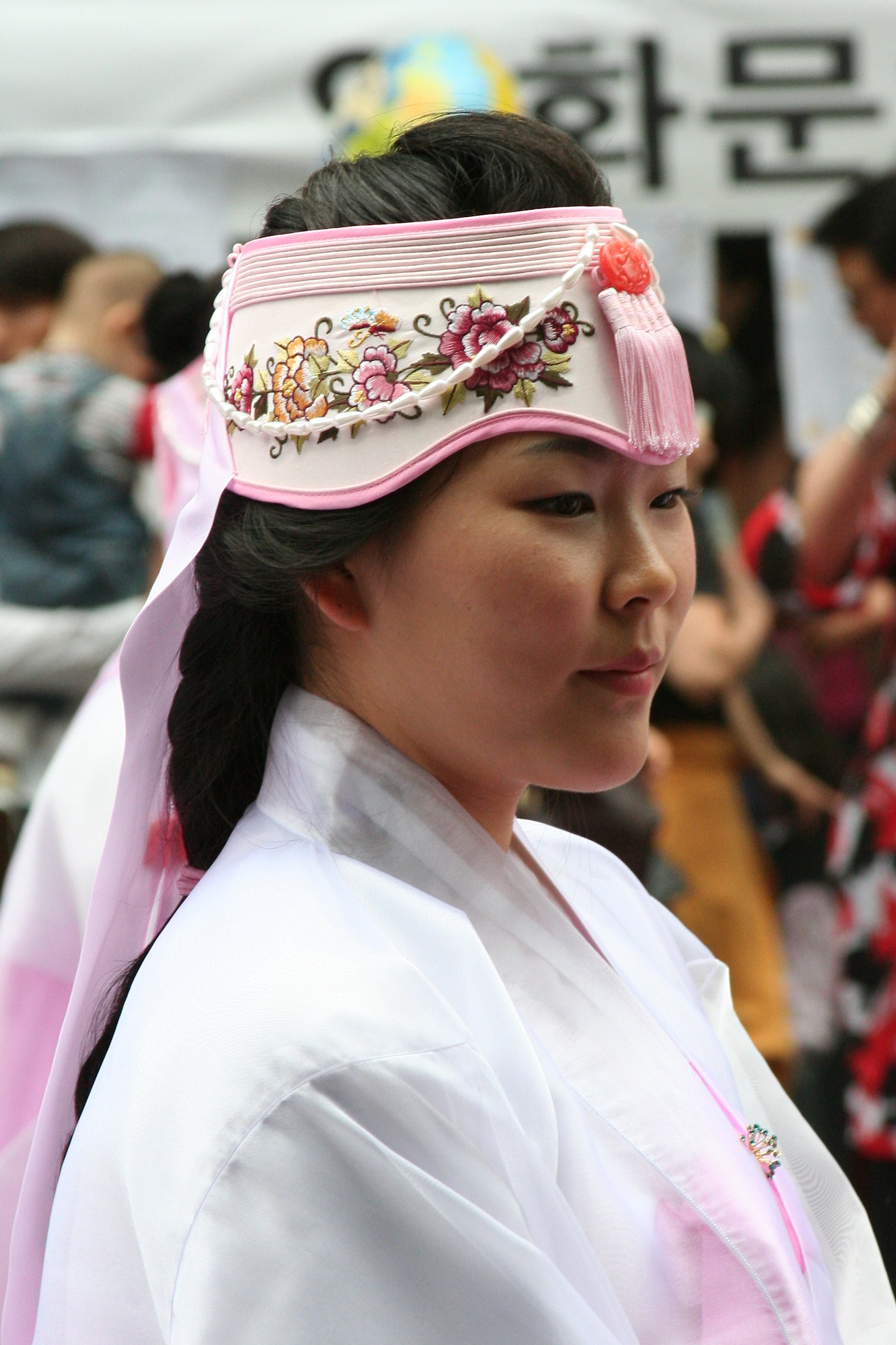
El ayam se usa como el jokduri, pero especialmente para protegerse del frío.
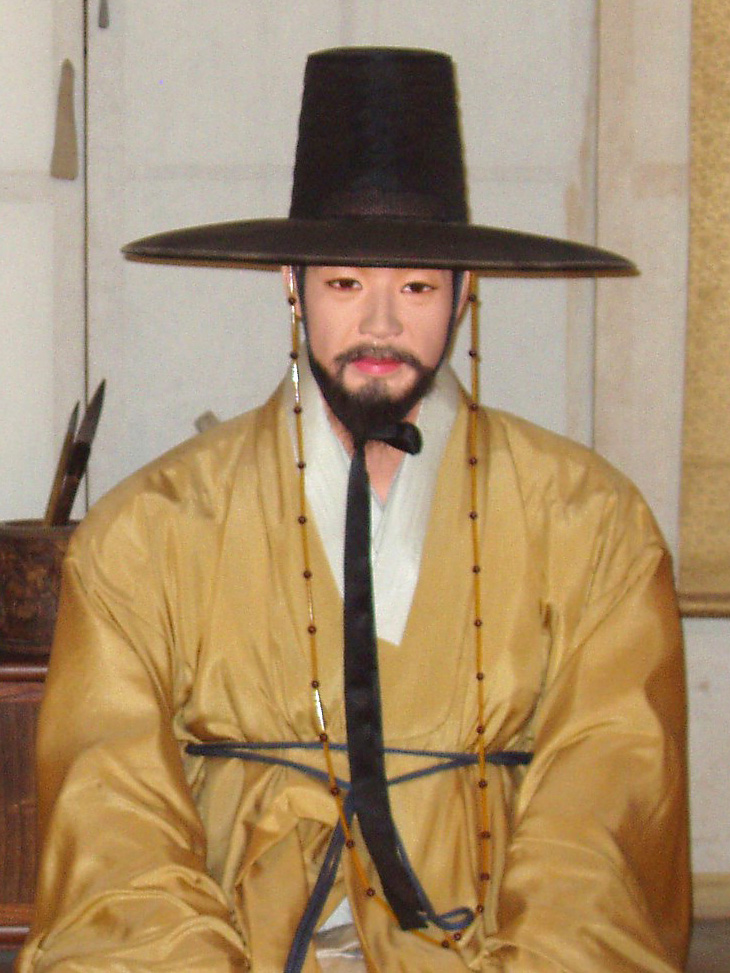
Gat, tipo de sombrero para los hombres yangban.
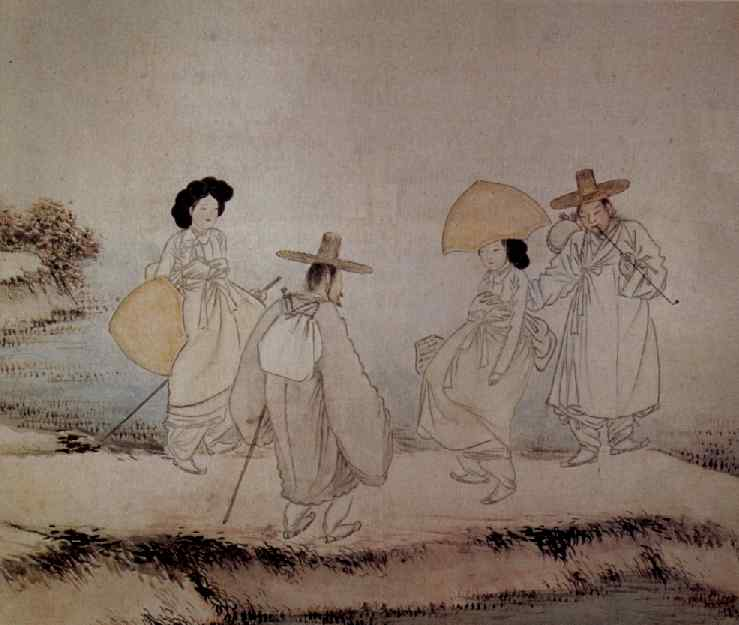
En la pintura, las mujeres usan satgat, una variante de gat.

### Desde el siglo ⅩⅩ

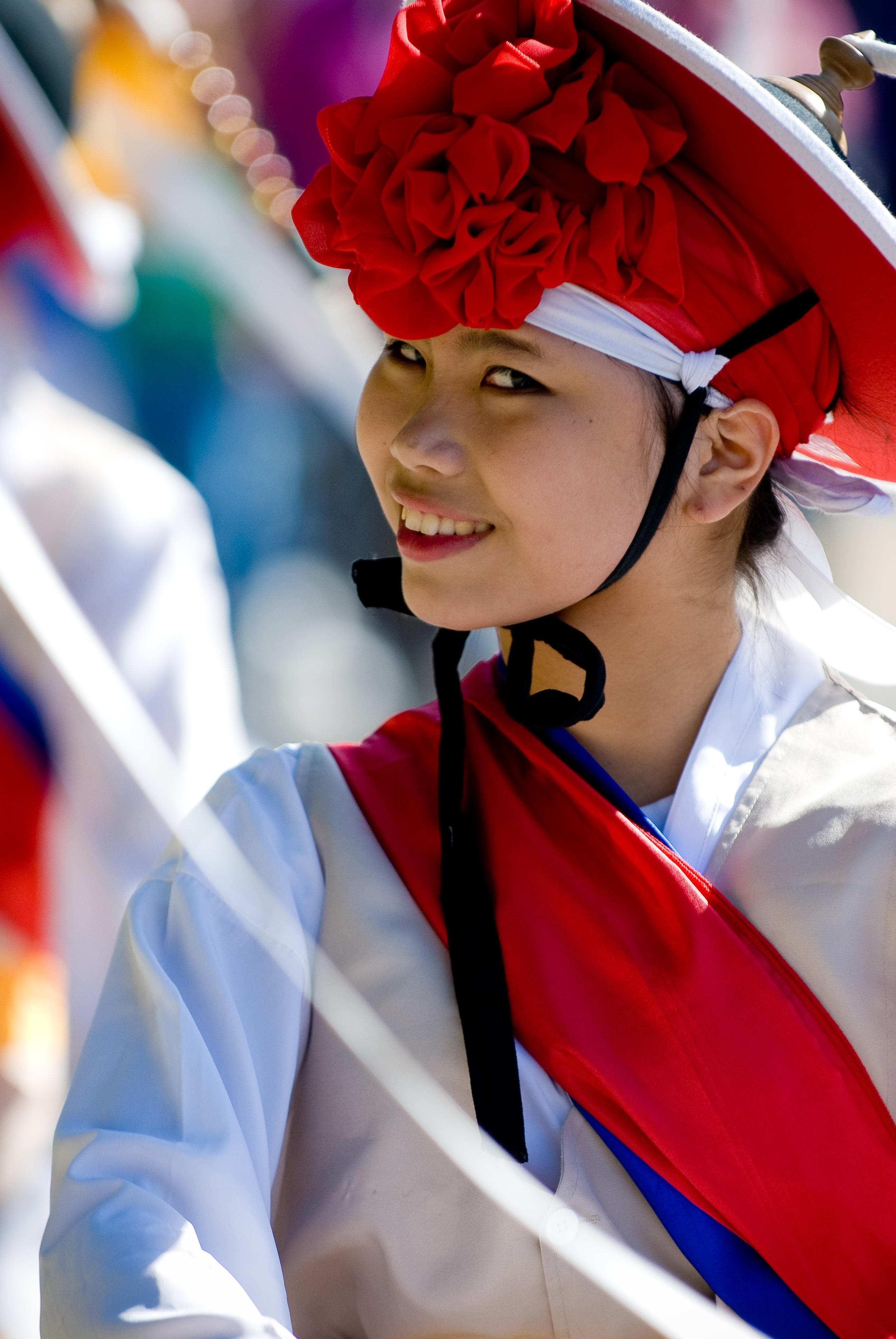
Una bailarina que participó en la fiesta del otoño en Yongsan (otoño septentrional de 2008).

Japón, en 1876, obligó a la apertura de los puertos coreanos lo que provocó el aflujo de nuevos rasgos culturales; la ocupación japonesa influyó en la longitud del hanbok que cambió otra vez al tener un largo jeogori y una corta chima o baji, habiendo entonces una mezcla de las vestimentas tradicionales coreanas con las europeas. Así es que en los vestidos se dio un énfasis a la practicidad y conveniencia, y esto se notó en el mayor uso del traje occidental. Si durante el periodo Joseon se prohibía a las mujeres mostrarse, las mujeres modernas empezaron a ponerse faldas relativamente cortas y un jeogori blanco sin tocado (en hangul: 쓰개치마). Tales estilos diferentes simbolizaron a las damas de ese tiempo que usaron una mayor diversidad de telas y complementos como el parasol.
Pero el gobierno colonial japonés, como parte de sus medidas políticas opresivas, trató de prohibir el uso del hanbok, especialmente el de color blanco que era y es característico en las vestiduras del pueblo coreano.
Hasta los años de la década de 1960, era frecuente ver en las calles a los coreanos vistiendo hanbok, pero el uso de tal tradicional vestimenta coreana disminuyó paulatinamente debido a la generalización de los baratos trajes occidentales. Así las funciones y uso del hanbok fueron restringiéndose (mientras se ponía especial énfasis en sus colores y en la belleza de sus líneas) siendo solo un traje de ceremonias en la década de los 1970.
Como durante los 1980 en Corea del Sur se celebraron importantes eventos internacionales tales como los Juegos Asiáticos de 1986, los Juegos Olímpicos de Seúl 1988, el gobierno surcoreano desplegó una campaña promoviendo el uso del hanbok con espléndidos diseños entre los ciudadanos.
Por otra parte, los diseñadores de hanbok trataron transformar las formas del hanbok para darle mayor comodidad de movimiento, de este modo en 1984 hubo una «primera declaración de hanbok reformado». En este tipo de hanbok se reemplazó el goreum del jeogori por botones y se puso de moda una amplia chima. A medida que otros tipos de hanbok han ido apareciendo, se ha diversificado el tipo de materias textiles para la confección: encajes, ma  y antes y se ha producido una con combinación de estilos con bolero y chaqueta.
En la actualidad, usar hanbok en la misma Corea es un hábito infrecuente y lujoso, por tal motivo existen «tiendas de hanbok» que alquilan sus hanbok a los clientes, por ejemplo a los novios.

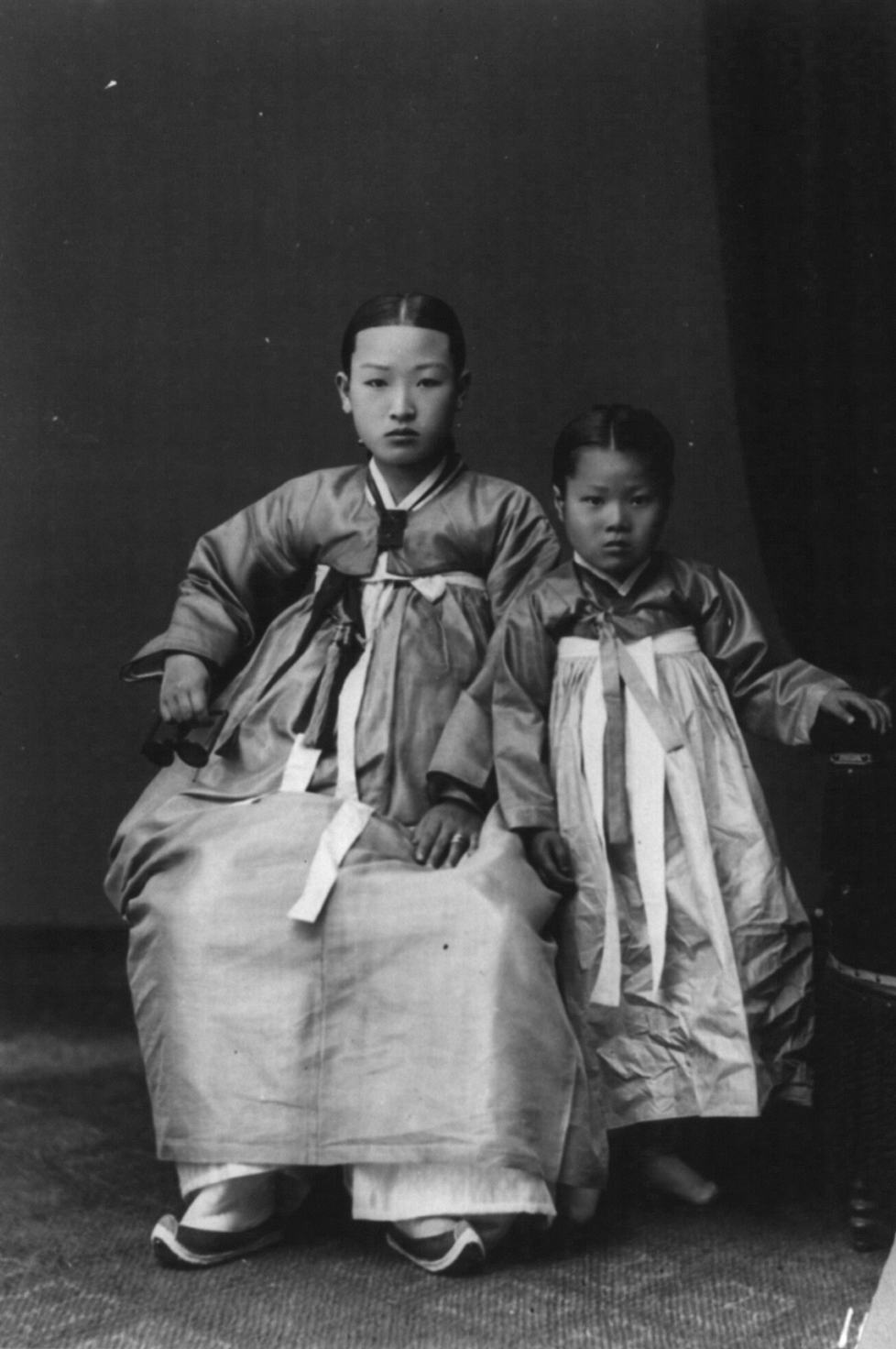
Una madre y su hija, circa 1910-1920.
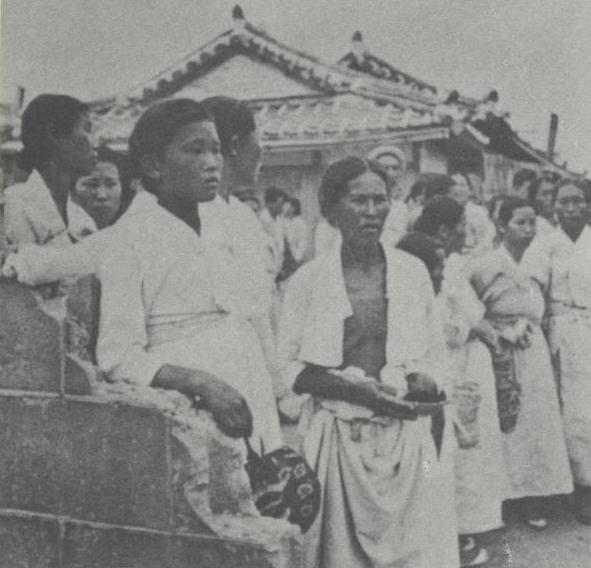
Mujeres vestidas con hanbok durante la Guerra de Corea.
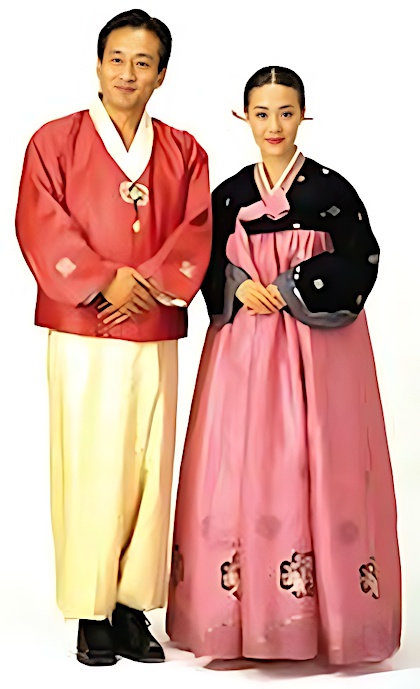
Una pareja en hanbok.
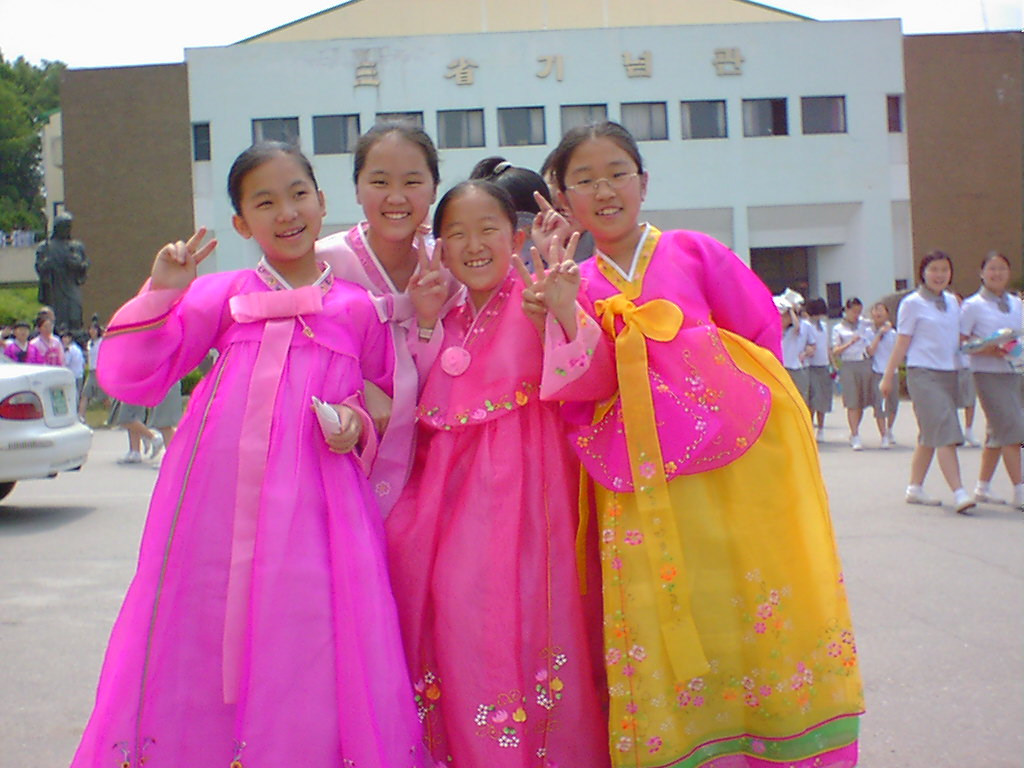
Alumnas vestidas con hanbok en 1999.

## Tipos dehanboksegún sus usos

### Gwanbok (관복)
Gwanbok es un término coreano que se refiere a todos los atuendos formales de los funcionarios del gobierno. Comenzaron a ser usados desde el período de Silla hasta la dinastía Joseon. Durante el período de Silla, los sistemas oficiales se importaron y se pusieron en práctica. Hay varios tipos de gwanbok que difiere en el color y el diseño de acuerdo con la estado, rango y ocasión como el jobok, jebok, sangbok, gongbok, yungbok, y gunbok. El gongbok y el sangbok  algunas veces fueron llamados dallyeong con cuello redondo.
Gonryongpo (en hangul: 곤룡포) era otro tipo de gwanbok para los reyes, con bordados de hilo de oro representando a dragones. El gonryongpo era usado por los monarcas como traje oficial durante los días en que los vasallos y funcionarios se reunían para audiencias. Se vestía como muestra de cortesía y para rituales importantes, de tal modo que los diseños variaban entre los hanbok que usaba el rey y los que usaban los príncipes.

### Traje de novios

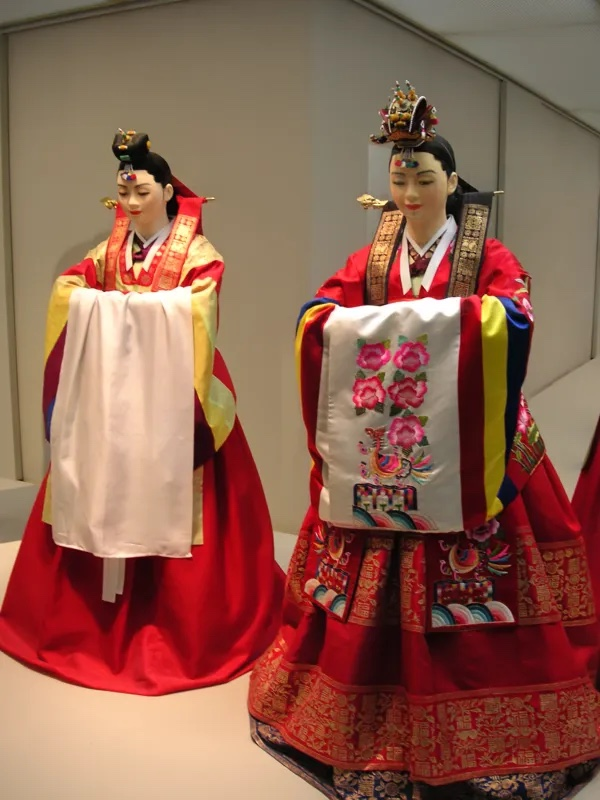
Vestimentas de las novias coreanas.

En la boda tradicional coreana, la novia viste una chima (falda) roja, el jeogori es acijado (es decir con colores semejantes a los de la caparrosa: roja, verde o amarilla de tonos cercanos al ocre) y finalmente viste wonsam o hwarot con un binyeo  más grande llamado yongjam. Encima de su cabeza, suele ponerse un jokduri. El wonsam o hwalot se caracterizan por su manga muy larga para que las manos de las novias no se vean desde el exterior. Los vestidos de la novia van adornados con diversas figuras (principalmente adornos con flores de Paeonia suffruticosas o con bordados y estampados que representan a tales flores las cuales indican riqueza y prosperidad en la cultura coreana).
Para los novios varones, el diseño del hanbok  es relativamente sencillo. El traje de los novios se caracteriza por el uso de un sombrero especial llamado samo-gwandae (en hangul: 사모관대) tal sombrero fue usado por los administradores durante la dinastía Joseon.

## Tiempos modernos
A diferencia de otras culturas, el traje tradicional coreano es usado en la vida cotidiana: el hanbok tradicional todavía se usa en ocasiones especiales como el Chuseok, mientras que el hanbok moderno se usa a diario.[cita requerida]
El hanbok moderno es también un estilo muy popular en la moda coreana- marcas como Leesle usan como inspiración el estilo tradicional del hanbok para diseñar ropa para hombres y mujeres en la actualidad.
El hanbok no es popular solo en Corea, también ha alcanzado reconocimiento y popularidad fuera de la península. Respetadas revistas de moda como Vogue y Haerper’s Bazaar han hecho mención del estilo único del hanbok, y el crecimiento de su popularidad.